# Marvin Compper
Marvin Compper (nascut el 14 de juny de 1985 en Tübingen) és un futbolista alemany que juga com a defensa en el 1899 Hoffenheim. El seu pare va nàixer en Guadeloupe.

## Carrera
El defensa se transferí durant la temporada 2002–03 de l'equip juvenil del VfB Stuttgart a l'equip amateur del Borussia Moenchengladbach. En 2005, rebé un contracte professional. Degut a les lesions dels defenses nacionals Marcell Jansen i Filip Daems es convertí en un jugador regular del primer equip en la tardor de 2006 en la Bundesliga.
A mitjans de la temporada 2007–08, Compper només havia jugat tres partits pel Borussia Mönchengladbach eixa temporada. Gràcies a això, Compper es pogué transferir al 1899 Hoffenheim el gener del 2008.

## Carrera internacional
Rebé la seua primera convocatòria nacional amb Alemanya el 19 de novembre del 2008.